# روبرت إل. سميث
روبرت إل. سميث (بالإنجليزية: Robert L. Smith)‏ هو سياسي أمريكي، ولد في مايو 1931. حزبياً، نشط في الحزب الجمهوري.